# Tsai Chin
Tsai Chin, também conhecida por seu nome chinês Zhou Caiqin (Xangai, 30 de novembro de 1933) é uma atriz, escritora e roteirista chinesa.
Deixou a China continental aos 17 anos com a família, após a Revolução Chinesa de Mao Zedong e estabeleceu-se no Ocidente, onde escolheu trilhar a carreira artística. Filha de um famoso cantor de ópera chinês, Zhou Xinfang, foi a primeira aluna chinesa da prestigiada Royal Academy of Dramatic Art, em Londres.
Na Grã-Bretanha e em Hollywood participou de dezenas de filmes e seriados de televisão, incluindo filmes de terror com Christopher Lee, entre eles pequenas pontas em dois filmes consagrados, A Ponte do Rio Kwai e Blow-Up. Nos anos 60, fez o papel de uma bond girl, a agente Ling, no filme Com 007 Só Se Vive Duas Vezes (1967), sendo a única asiática  a participar de dois filmes da franquia de James Bond, ao qual voltou aos 73 anos, em 2006, para uma ponta como uma veterana jogadora profissional de pôquer, Madame Wu, em 007-Cassino Royale.
Seu irmão, Michael Chow, é o fundador e proprietário da cadeia multinacional de restaurantes Mr. Chow.

## Filmografia
- The Bridge on the River Kwai (1957) "Tokyo Rose" (voice)
- Yangtse Incident (1957) "Sampan girl"
- The Inn of the Sixth Happiness (1958) "Sui Lan"
- Violent Playground (1958) "Primrose"
- The Treasure of San Teresa (1959) "1st girl in fight"
- The Cool Mikado (1962) "Pitti Sing"
- The Face of Fu Manchu (1965) "Lin Tang"
- Invasion (1966) "Nurse Lim"
- Blowup (1966) "Receptionist"
- The Brides of Fu Manchu (1966) "Lin Tang"
- The Vengeance of Fu Manchu (1967) "Lin Tang"
- You Only Live Twice (1967) "Ling" (appearing with her brother, Michael Chow)
- The Blood of Fu Manchu (1968) "Lin Tang"
- The Castle of Fu Manchu (1969) "Lin Tang"
- Man's Fate (1969) (unfinished)
- The Virgin Soldiers (1969) "Juicy Lucy"
- Rentadick (1972) "Madam Greenfly"
- The Joy Luck Club (1993) "Auntie Lindo"
- Red Corner (1997) "Chairman Xu" (dir. Jon Avnet)
- The Magic Pearl (1997) "Popo" voice
- Journey from the Heart (1999) "Grandma Lee"
- The Gold Cup (2000) "Ma"
- Titan A.E. (2000) "Old woman" voice
- Long Life, Happiness & Prosperity (2002) "Hun Ping Wong"
- The Interpreter (2005) "Luan"
- Memoirs of a Geisha (2005) "Auntie"
- Wendy Wu: Homecoming Warrior (2006) "Grandma Wu"
- Casino Royale (2006) "Madam Wu"
- Year of the Fish (2007) "Mrs. Su"
- Nani (2011) "Nani"
- A Leading Man (2012) "Lo Mei An"
- Now You See Me 2 (2016) "Bu Bu"
- The Jade Pendant (2016) "Madame Pong" [4]
- Lucky Grandma (2019) "Grandma"
- Abominable (2019) "Nai Nai"

## Papéis na televisão
- International Detective (1960) (TV series) "Suma Hau"
- The Defenders (1961) (TV series) "Parma Gideon"
- Man of the World (1963) (TV series) "Souen"
- That Was The Week That Was (1963) (TV series)
- The Five Foot Nine Show (1964) (TV)
- On Your Own (1965) (TV)
- Dixon of Dock Green (1965) (TV series) "Ana Man Ning"
- The Troubleshooter (1967) (TV series)
- The Subject of Struggle (1971) (TV docudrama) "Wang Kwangmei"
- Window: Bodycount (1973) (TV)
- Chicago Hope (1994) (TV series)
- Crowfoot (1994) (TV series) "Det. Lisa Ishima"
- Byrds of Paradise (1994) (TV series) "Teacher"
- Sisters (1994) (TV series) "Rita Kwan"
- The West Side Waltz (1995) (TV)
- Due South Chinatown "Mrs Lee" (1995 TV Series)
- Under Suspicion (1995) (TV series)
- Fantasy Island (1998) (TV series) "Rita"
- Strong Medicine (2001) (TV series) "Jin Jae"
- The Diary of Ellen Rimbauer (2003) (TV) "Madam Wu"
- Grey's Anatomy (2005) (TV series) "Mrs. Helen Rubenstein"
- The Evidence (2006) (TV series) "Joon Huang"
- Chasing the Hollywood Dream (2005) (TV)
- Hollywood Chinese (2007) (TV documentary)
- Side Order of Life (2007) (TV series) "Mai Thuy"
- The Dream of Red Mansions (original title: Hong Loumeng 红楼梦) (2010) Leading role: "The Dowager Jia (贾母)" 50 episodes – China
- Royal Pains (2012) (TV series) "Mrs. Sesumi"
- Nice Girls Crew (2012) (Web series) "Lady Lee"
- Marvel's Agents of S.H.I.E.L.D. (2014) (TV series) "Lian May"
- Getting On (2014) (TV series) "Ruth Lee"
- We Bare Bears (2018) (TV series) "Linda" (voice)

## Trabalho de palco
- The Final Ace (1956) "Jennie"; New Lindsey Theatre, Londres
- The Chinese Classical Theatre (1957) "Compere"; The Drury Lane, Londres
- Princess and the Swineherd (1957) "Princess"; Arts Theater, Londres
- Ali Baba (1958) "Princess"; Dundee Repertory Theatre, Doncaster, Reino Unido
- The World of Suzie Wong (1959) Title role; Prince of Wales Theatre, Londres
- Night of 100 Stars (1960) Revuew skethc in aid of Actor's orphanage, led by Lord Olivier, Londres
- The Gimmick (1962) "Gabby Lee"; Criterion Theatre, Londres
- The Magnolia Tree (1966) "Kesa"; Royal Lyum, Edinburgh
- The Two Mrs. Carrols (1969) Title role; Reino Unido tour
- Love For Love (1970) "Mrs. Frail"; Palace Theatre, Watford, Reino Unido
- Fanshen (1976) "Hu Hsueh-chen"; The People's Theatre, Londres
- The Orestaia (1977) "Clytemnestra"; The Cambridge Ensemble, Boston
- Agamemnon (1977) "Clytemnestra"; Norfork Prison for Lifers, Massachusetts
- The Scarlet Letter (1977) "Hester Prynne"; The Cambridge Ensemble, Boston.
- Puntila and Matti (1977) "Eva"; The Cambridge Ensemble, Boston
- Br'er Rabbit (1978) "Sister Terrpin"; The Cambridge Ensemble, Boston
- M. Butterfly (1989) "Suzuki" "Comrade Chin"; Haymarket Theater, Leicester, Reino Unido; Shaftesbury Theatre, Londres
- Madame Mao (1990) "Madame Mao"; Liverpool Playhouse
- Madame Mao's Memories (1990) "Madame Mao"; Latchmere Theatre, Londres
- The Woman Warrior (1995) "Brave Orchid"; James A. Doolittle Theatre, Los Angeles (LA Drama Critics Circle Award)
- Fishes (1995) "Mother," "Fish"; Taper Lab New Work Festival, Los Angeles
- Golden Child (1996) "Eng Sui-Yong"; The Public Theater, New York
- Half Lives (1996) "woman"; East West Players, Los Angeles
- Golden Child--"Eng Sui-Yong": (1997) South Coast Repertory; (1989) Victoria Theatre, Singapore; (1998) ACT, San Francisco; (1998) The Kennedy Center, Washington, D.C. (nom. Helen Hayes Award); Longacre Theater, New York.
- Fabric (1999) "Auntie Suni"; Singapore Arts Festival
- Wonderland (1999) "Woman"; La Jolla Playhouse, La Jolla, California
- House of Bernarda Alba (2002) "Maria"; Mark Taper Forum, Los Angeles
- China Night (2003–04) Hollywood Bowl
- The Vagina Monologues (2007) "I Was There in the Room"; Aratani Japan Asian Theater, Los Angeles